# Belgijscy posłowie do Parlamentu Europejskiego 2004–2009
Belgijscy posłowie VI kadencji do Parlamentu Europejskiego zostali wybrani w wyborach przeprowadzonych 13 czerwca 2004.

## Lista posłów

### Flamandzkie kolegium wyborcze
Wybrani z listy Chrześcijańscy Demokraci i Flamandowie (CD&V) i Nowy Sojusz Flamandzki (N-VA)
- Ivo Belet (CD&V)
- Frieda Brepoels (N-VA)
- Jean-Luc Dehaene (CD&V)
- Marianne Thyssen (CD&V)

Wybrani z listy flamandzkiej Partii Socjalistycznej (sp.a) i Spirit
- Saїd El Khadraoui
- Mia De Vits
- Anne Van Lancker

Wybrani z listy Bloku Flamandzkiego
- Philip Claeys
- Koenraad Dillen
- Frank Vanhecke

Wybrani z listy partii Flamandzcy Liberałowie i Demokraci (VLD) i Vivant
- Johan Van Hecke
- Annemie Neyts-Uyttebroeck
- Dirk Sterckx

Wybrany z listy Zielonych!
- Bart Staes

### Walońskie kolegium wyborcze
Wybrani z listy walońskiej Partii Socjalistycznej (PS)
- Philippe Busquin, poseł do PE od 13 września 2004
- Giovanna Corda, poseł do PE od 31 sierpnia 2007
- Véronique De Keyser
- Alain Hutchinson

Wybrani z listy Ruchu Reformatorskiego (MR)
- Gérard Deprez (MCC)
- Antoine Duquesne
- Frédérique Ries

Wybrany z listy Ecolo
- Pierre Jonckheer

Wybrany z listy Humanistycznego Centrum Demokratów (CDH)
- Raymond Langendries

### Niemieckie kolegium wyborcze
Wybrany z listy Partii Chrześcijańsko-Społecznej (CSP)
- Mathieu Grosch

### Byli posłowie VII kadencji do PE
- Marc Tarabella (wybrany z listy PS (walońskiej)), do 19 lipca 2007, zrzeczenie